# Guilhem Garrigues
Pour les articles homonymes, voir Garrigues.
Guilhem Garrigues né le 8 septembre 1983 à Montauban,, est un journaliste sportif et animateur de télévision français. Il officie depuis 2010 à Canal+ où il est spécialisé dans le domaine du rugby à XV.

## Biographie

### Enfance, jeunesse et formation
Guilhem Garrigues a grandi dans le quartier Falguiéres à Montauban. Il est fils et petit-fils de rugbyman et a lui-même joué au rugby à Montauban puis à Beaumont-de-Lomagne,,. Il jouera par la suite avec l'équipe des journalistes de Paris.
Son père, Roland Garrigues, est maire de Montauban de 1994 à 2001, député de 1997 à 2002 puis conseiller général.
Après avoir effectué ses études au lycée Michelet de Montauban où il obtient son baccalauréat en 2001, il étudie à l'Université Toulouse 1 puis à l'Université Panthéon-Sorbonne. Passionné par le journalisme, déclarant notamment avoir « toujours voulu faire ce métier », il se dirige vers ce secteur en intégrant l'Institut pratique du journalisme de Paris de 2006 à 2008. Entre-temps, dès qu'il est majeur, il effectue ses premières armes au sein de la rédaction tarn-et-garonnaise de La Dépêche du Midi en faisant de la collecte de résultats par téléphone et des petits articles. Il réalise aussi des stages à Sud Radio à Toulouse, notamment durant la coupe du monde 2007 dans l'émission Rugby et compagnie.

### Carrière journalistique
En 2008, il fait ses débuts au sein de Europe 1 Sport, la radio d’infos sportives d’Europe 1. Il commente ainsi son premier match lors du Tournoi des Six Nations 2009 avec Irlande-France,. De 2010 à 2013, il intègre le service des sports de Europe 1, où il couvre principalement le rugby mais aussi la Ligue 1 et le Tour de France par exemple, épreuve qui enfant lui avait donné l’envie de s'orienter vers le journalisme.
En 2010, il commence à collaborer à Canal+ en tant que pigiste. En 2013, il devient journaliste reporter, chargé du suivi du Top 14 et de la Pro D2. Il commente alors des matchs sur Rugby+, Canal+Sport et Sport+. Il est aussi présent en bord de terrain pour les interviews et réalise des documentaires.
Depuis août 2015, il succède à Isabelle Ithurburu à la présentation de Jour de rugby sur Canal+. Durant la Coupe du monde de rugby 2015, il accompagne Isabelle Ithurburu dans l'émission Jour de Coupe du Monde tous les soirs à 23 h sur Canal+.
En août 2016, il est intégré au dispositif de Canal+ pour les Jeux olympiques de Rio en assurant les transitions entre les épreuves olympiques sur les chaînes Canal+ Sport et Canal+ Rio 2016.
Le 10 octobre 2016, il présente la treizième Nuit du rugby en compagnie d'Isabelle Ithurburu.
Depuis le 6 septembre 2020, il fait partie du Canal Rugby Club, où il intervient notamment pour présenter des actualités, des résultats et des statistiques. À partir de 2023, il prend part à l'édition du dimanche depuis le stade du match du soir.

## Distinctions
- Prix du public aux Micros d'or 2023 pour son documentaire « Dupont naturellement » consacré au capitaine du XV de France et demi de mêlée du Stade toulousain Antoine Dupont[10].